# Eurychone
Eurychone là một chi thực vật có hoa trong họ, Orchidaceae. Chi này được miêu tả khoa học lần đầu tiên năm 1918 bởi Rudolf Schlechter.
Có hai loài, cả hai đều bản địa vùng nhiệt đới châu Phi:
- Eurychone galeandrae (Rchb.f.) Schltr. - từ Bờ Biển Ngà tới Angola
- Eurychone rothschildiana (O'Brien) Schltr. - từ Liberia tới Uganda